# Matteo Strukul
Matteo Strukul (Padova, 8 settembre 1973) è un romanziere e sceneggiatore italiano, vincitore del Premio Bancarella 2017 col suo libro I Medici.

## Biografia
Laureato in Giurisprudenza presso l'Università degli Studi di Padova, ha poi conseguito un dottorato di ricerca in Diritto europeo dei contratti civili, commerciali e del lavoro presso l'Università Ca' Foscari Venezia.
Attualmente è docente di sceneggiatura interattiva presso la Link Campus University di Roma ed è membro della Historical Novel Society.
Sposato con Silvia, vive tra Padova, Berlino e la Transilvania.
Nel 2017 ha vinto il Premio Bancarella per il suo I Medici: Una dinastia al potere, primo romanzo in una tetralogia di romanzi storici comprendente anche I Medici: Un uomo al potere, I Medici: Una regina al potere e I Medici: Decadenza di una famiglia. Lo stesso anno, l'Associazione Alumni dell'Università degli Studi di Padova lo premia inserendolo tra gli "Alumni of the Year".
Nel 2018 viene riconosciuto "Padovano Eccellente" dal Comune di Padova e vince il Premio Emilio Salgari di Letteratura Avventurosa per il romanzo Giacomo Casanova, la sonata dei cuori infranti. Inoltre, è uno degli autori scelti dall’Associazione Italiana Editori per rappresentare la letteratura italiana alla Mostra Internazionale del Libro di Mosca.
Ha pubblicato in totale quattordici romanzi, due biografie musicali, cinque albi a fumetti, due novelle in formato elettronico e diversi racconti, alcuni dei quali pubblicati all'interno di antologie. Ha lavorato anche come traduttore di romanzi e fumetti per Edizioni BD e come editor per la stessa BD, per la quale ha curato la collana Revolver, e per la Multiplayer.it Edizioni.

### Sugarpulp e SugarCon

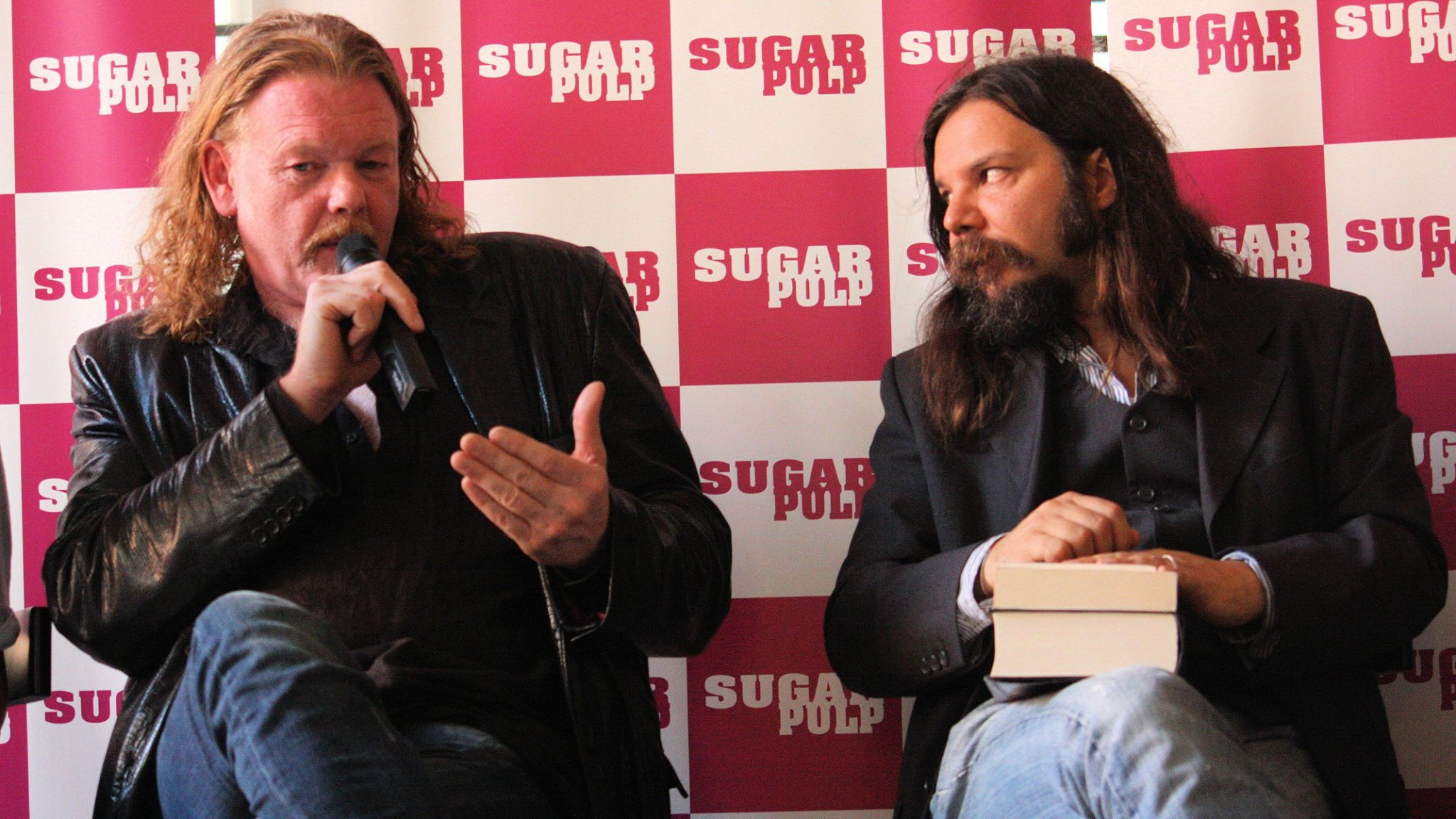
Matteo Strukul con Tim Willocks alla SugarCon di Padova (2014)

Nel 2009 Strukul fonda, insieme a Matteo Righetto, il movimento letterario Sugarpulp (di cui fanno parte scrittori come Carlo Vanin, Carlo Callegari, Pierluigi Porazzi), del quale scrive il manifesto programmatico.
Diventa il direttore artistico del festival letterario SugarCon. Dal 2015, è direttore artistico anche di Chronicae, il primo festival in Italia dedicato al romanzo storico, con sede a Piove di Sacco.

### Carriera letteraria

#### Biografie musicali
Iniziata una carriera come giornalista e addetto stampa, i primi lavori pubblicati da Strukul sono due biografie musicali: Il cavaliere elettrico. Viaggio romantico nella musica di Massimo Bubola (2008) e Nessuna resa mai. La strada, il rock e la poesia di Massimo Priviero (2010), entrambe per la Meridiano Zero.

#### Trilogia di Mila Zago
Nel 2011 pubblica il suo primo romanzo, La ballata di Mila, per la collana Sabot/Age delle Edizioni e/o curata da Massimo Carlotto. L'associazione Schio Comics dedica a Mila Zago una serie di 27 "ritratti" a opera di vari disegnatori di fumetti.

Nel 2012 Strukul pubblica, in due parti, il romanzo a fumetti Red Dread: Mila, Delta macchiato di sangue, illustrato da Alessandro Vitti.. La seconda parte si aggiudica il premio "Leone di Narnia" come miglior miniserie e riceve recensioni positive anche da parte dell'autore e fumettista statunitense Victor Gischler. L'anno seguente, Mila Zago ritorna in Regina nera. La giustizia di Mila, di nuovo nella collana Sabot/Age di Edizioni e/o. Il romanzo viene lodato in particolare per l'impegno sociale nella denuncia del femminicidio.

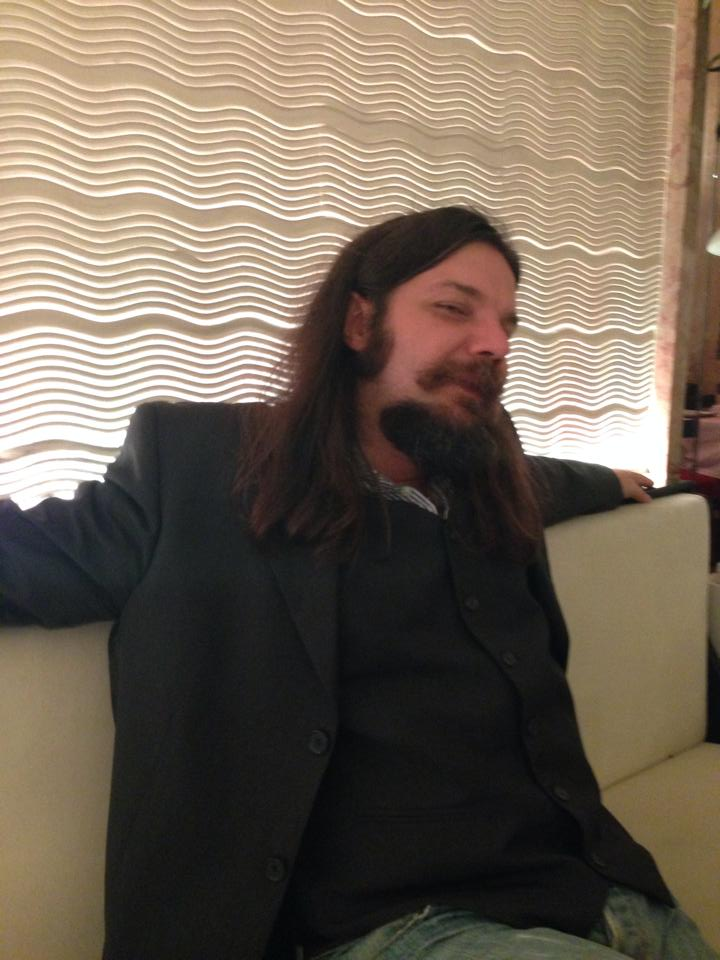
Matteo Strukul alla SugarCon di Padova nel 2014

All'inizio del 2014, La ballata di Mila viene tradotta in inglese da Marco Piva-Dittrich e Allan Guthrie, venendo pubblicata con il titolo di The Ballad of Mila da Exhibit A, una imprint di Angry Robot, e viene distribuita nelle nazioni di lingua inglese con una prefazione di Victor Gischler e una postfazione di Tim Willocks. Nel 2017, La ballata di Mila viene pubblicato in tedesco dalla casa editrice Suhrkamp Verlag Ag. La regista Lyda Patitucci ha girato un trailer per un potenziale film dedicato a Mila Zago. Tale trailer è stato premiato come miglior pitch trailer alla XII edizione del Trailers FilmFest di Catania.
La terza avventura di Mila Zago è Cucciolo d'uomo. La promessa di Mila, pubblicata nel 2015 nella collana Sabot/Age di Edizioni e/o.

#### I romanzi singoli
Nel 2014, Strukul pubblica La giostra dei fiori spezzati (nella collana Omnibus di Mondadori) che viene selezionato tra i semifinalisti del Premio Scerbanenco 2014. Si tratta di un thriller storico ambientato nella Padova del 1888.
Nell'ottobre 2015 Strukul dà alle stampe il suo quinto romanzo intitolato I cavalieri del Nord, romanzo a metà tra thriller storico, romanzo di avventura e fantasy, ambientato nell'Europa del 1240.
Nell'aprile del 2016 Strukul pubblica per Time Crime Il sangue dei baroni, romanzo a metà tra thriller e commedia nera ambientato nel mondo dell'Università di Padova.
Nel 2018 Strukul ha pubblicato due romanzi storici: Giacomo Casanova. La sonata dei cuori infranti, incentrato sulla figura del famoso seduttore, per la Mondadori, e Inquisizione Michelangelo, incentrato invece sulla figura di Michelangelo Buonarroti e suo progetto della tomba di Giulio II, pubblicato dalla Newton Compton Editori.

#### Tetralogia deI Medici
Nel 2016 Strukul pubblica, per Newton Compton Editori, I Medici - Una dinastia al potere, primo volume di una tetralogia di romanzi storici dedicati alla famiglia fiorentina. Viene seguito, nello stesso anno, da Un uomo al potere, e poi nel 2017, da Una regina al potere e Decadenza di una famiglia.
Il primo volume della serie si aggiudica, nel 2017, la sessantacinquesima edizione del Premio Bancarella.
Una dinastia al potere è stata tradotta in numerose lingue, fra cui l'olandese, lo spagnolo, il serbo e lo slovacco.

#### Racconti e romanzi brevi
Nel 2013 Strukul contribuisce con il racconto Parole per i codardi a Nessuna più. Quaranta scrittori contro il femminicidio, un'antologia curata da Marilù Oliva con il patrocinio di Telefono Rosa. Oltre a Strukul e Oliva, vi partecipano tra gli altri Maurizio de Giovanni, Lorenza Ghinelli, Romano De Marco, Francesca Bertuzzi e Loriano Macchiavelli.
Nel 2013 pubblica il racconto Sinfonia con vampiri e eroi nell'antologia Le realtà in gioco. Storie straordinarie per vite ordinarie di Multiplayer.it Edizioni, alla quale partecipano anche, tra gli altri, Tullio Avoledo e Roberto Recchioni.
Alla fine dello stesso anno Strukul ha pubblicato, insieme a Marco Piva-Dittrich, la novella Trovate Skuld!, in formato digitale, per LA Case Books di Los Angeles. L'opera è stata contemporaneamente pubblicata anche in lingua inglese, tradotta dagli autori, con il titolo di Find Skuld!.
Trovate Skuld! ha avuto un seguito l'anno successivo con Fermate Skuld!, anch'esso pubblicato contemporaneamente anche in inglese come Stop Skuld!.

### Fumetti
Nel 2012, esce Red Dread: Mila, Delta macchiato di sangue fumetto basato sul personaggio creato da Strukul e disegnato da Alessandro Vitti. Nel 2019 Strukul sceneggia Vlad: Le lame del cuore su disegni di Andrea Mutti primo di tre volumi incentrati sulla figura di Dracula.

### Le traduzioni
Strukul lavora anche come traduttore; per le Edizioni BD ha tradotto il romanzo L'impiccato di Russel D. McLean e numerose opere a fumetti tra cui L'orrore e altre storie (comprendente il racconto vincitore del premio Gran Guinigi del 2013, L'orrore di Dunwich, scritto da Joe R. Lansdale basandosi su un racconto di H.P. Lovecraft),

### Videogiochi
È stato annunciato che Strukul ha collaborato alla stesura della storia per un videogioco del genere visual novel dal titolo Dark Renaissance, ambientato nel rinascimento italiano, in uscita nel 2021.

## Opere

### Romanzi

#### Serie di Mila Zago
1. La ballata di Mila (2011), collana Sabot/Age, Edizioni e/o.
2. Regina nera. La giustizia di Mila (2013), collana Sabot/Age, Edizioni e/o.
3. Cucciolo d'uomo. La promessa di Mila (2015), collana Sabot/Age, Edizioni e/o.

#### Serie I Medici
1. Una dinastia al potere (2016), Newton Compton Editori; vincitore del Premio Bancarella.
2. Un uomo al potere (2016), Newton Compton Editori.
3. Una regina al potere (2017), Newton Compton Editori.
4. Decadenza di una famiglia (2017), Newton Compton Editori.

#### La saga delle sette dinastie
1. Le sette dinastie (2019), Newton Compton Editori, ISBN 978-88-227-33-832
2. La corona del potere (2020), Newton Compton Editori, ISBN 978-88-227-42-087

I due libri sono raccolti in un unico volume uscito in formato kindle a marzo 2022 e il 27 gennaio 2023 in formato fisico (ISBN 978-88-227-6808-7).

#### Le indagini del Canaletto (Giovanni Antonio Canal)
1. Il cimitero di Venezia (2022), Newton Compton Editori, ISBN 978-88-227-6433-1
2. Il ponte dei delitti di Venezia (2023), Newton Compton Editori, ISBN 978-88-227-6833-9
3. La cripta di Venezia (2024), Newton Compton Editori, ISBN 978-88-227-6834-6

#### Altri romanzi
- La giostra dei fiori spezzati - Il caso dell'angelo sterminatore (2014), collana Omnibus, Mondadori, ISBN 978-8804628545
- I cavalieri del Nord (2015), Multiplayer Edizioni
- Il sangue dei baroni (2016), Time Crime, ISBN 978-8866882725
- Giacomo Casanova - La sonata dei cuori infranti (2018), Mondadori, ISBN 978-8804725534
- Inquisizione Michelangelo (2018), Newton Compton Editori, ISBN 978-88-227-2124-2
- Dante enigma (2021), Newton Compton Editori, ISBN 978-88-227-5028-0
- Paolo e Francesca. Romanzo di un amore (2022), Nord-Sud, ISBN 9788893082983
- Tre insoliti delitti (novembre 2022), Newton Compton Editori, ISBN 978-88-227-7257-2
- Carlo Goldoni e la maledizione di Ircana (settembre 2023), Teatro Stabile del Veneto-Teatro Nazionale in occasione delle celebrazioni per i 400 anni del Teatro Goldoni.
- Marianna. Io sono la monaca di Monza (ottobre 2023), Nord-Sud, ISBN 978-88-93083638
- L'oscura morte di Andrea Palladio (2024), Rizzoli, ISBN 9788817178297
- I sette corvi (2025), Newton Compton, ISBN 9788822789112

### Racconti
- Sinfonia con vampiri e eroi in Le realtà in gioco. Storie straordinarie per vite ordinarie (2013), Multiplayer Edizioni.
- Parole per i codardi in Nessuna più. Quaranta scrittori contro il femminicidio (2013), Elliot edizioni.
- Trovate Skuld!, con Marco Piva-Dittrich (2013), LA Case Books (in formato digitale).
- Fermate Skuld!, con Marco Piva-Dittrich (2014), LA Case Books (in formato digitale).
- Luce e Ombra, in Storie Barocche, Edizioni Piemme (2021).

### Fumetti
- Red Dread: Mila, Delta macchiato di sangue, con Alessandro Vitti (2012, in due parti)
- Vlad, disegni di Andrea Mutti (Feltrinelli Comics)
  1. Le lame del cuore (2019)
  2. Neve e fuoco (2019)
  3. Il tempo del sacrificio (2019)
- Storia di Mila, disegni di Alessandro Pugiotto (Solfereino Young, 2021)

### Biografie e saggi
- Il cavaliere elettrico. Viaggio romantico nella musica, biografia di Massimo Bubola (2008), Meridiano Zero.
- Nessuna resa mai. La strada, il rock e la poesia, biografia di Massimo Priviero (2010), Meridiano Zero.
- Rinascimento. Il genio e il potere dai Medici ai Borgia (2018), Mondadori Electra.
- Il fuoco di Pandora (2021), Solferino

### Traduzioni
- L'impiccato di Russel D. McLean (2012), Edizioni BD.
- L'orrore e altre storie di Joe R. Lansdale (2015), Edizioni BD.